# Аль Мушарраф
Аль Мушарраф (араб. آل مشرّف‎) — арабский род, относящийся к племени Бану Тамим, являются потомками Мушаррафа ибн Умара ибн Маадада ибн Раиса ибн Захира ибн Мухаммада ибн Алави ибн Вухайба аль-Вухайби аль-Ханзали ат-Тамими (араб. مشرف ابن عمر ابن معضاد ابن ريس ابن زاخر ابن محمد ابن علوي ابن وهيب الوهيبي الحنظلي التميمي‎). Представители Аль Мушарраф проживают в Эр-Рияде, Ушайкаре, Фаре, Эль-Хасе и Эд-Диръии.

## Ветви рода Аль Мушарраф
- Аль Азза́з (араб. آل عزاز‎) в Ушайкаре — Сайф ибн Мухаммад ибн Аззаз (ум. в 1129 г.х.)
- Аль-Мага́мис (араб. المغامس‎) в Ушайкаре — Али ибн Умар аль-Магамис (ум. в 1050 г.х.)
- Аль Айдан (араб. آل عيدان‎) в Хураймале — Хасан ибн Абдуллах ибн Айдан (ум. в 1202 г.х.)
- Аль-Фа́хири (араб. الفاخري‎) в Туиме, затем в Хурме — Мухаммад ибн Умар аль-Фахири (ум. 1277 г.х.)
- Аль Нашава́н (араб. آل نشوان‎) в Фаре — Али ибн Абдуллах ибн Нашаван (ум. в 1231 г.х.)
- Аш-Ша́рихи (араб. الشارحي‎) в Фаре — Абдуль-Мухсин ибн Али аш-Шарихи (ум. в 1187 г.х. в аз-Зубайре)
- Аль-Вуха́йби (араб. الوهيبي‎) в Эль-Хасе, затем в Эд-Дирии — Абдуллах ибн Ахмад аль-Вухайби (ум. в 1263)[2]

## Известные представители
Самой известной ветвью рода Аль Мушарраф являются Мухаммад ибн Абд аль-Ваххаб и его потомки — род Аль Шейх. Роду Аль Шейх принадлежит вся религиозная власть в Саудовской Аравии, а его представители являются Верховными муфтиями этой страны.
- Шейх Хамд ибн Ибрахим ибн Мушарраф — кади города Марат
- Шейх Сулейман ибн Али
- Шейх Абд аль-Ваххаб ибн Сулейман
- Шейх Ибрахим ибн Сулейман (брат отца Мухаммада ибн Абд аль-Ваххаба) — кади Ушайкара
- Шейх Мухаммад ибн Абд аль-Ваххаб
- Аль Шейх:
  - Шейх Абдуррахман ибн Хасан Аль аш-Шейх
  - Шейх Сулейман ибн Абдуллах Аль аш-Шейх
  - Шейх Мухаммад ибн Ибрахим Аль аш-Шейх — Верховный муфтий Саудовской Аравии
  - Шейх Абдуль-Азиз ибн Абдуллах Аль аш-Шейх — Верховный муфтий Саудовской Аравии
  - Шейх Салих Аль аш-Шейх — министр исламских дел Саудовской Аравии